# Dominic Monaghan
Dominic Bernard Patrick Luke Monaghan (Berlijn, 8 december 1976) is een Engels acteur. Monaghan heeft zijn bekendheid verworven door de hobbit Merry te spelen in de verfilming van het boek The Lord of the Rings (In de Ban van de Ring) en als Charlie in de televisieserie Lost.

## Levensloop
Monaghan en zijn oudere broer verhuisden samen met hun ouders iedere drie jaar naar een andere plek. Zo heeft hij onder andere in München en Berlijn gewoond. Ieder jaar ging de familie terug naar Engeland om de feestdagen met hun familie door te brengen. Toen Monaghan twaalf jaar oud was verhuisde het gezin naar Manchester in Engeland. Monaghan is een grote fan van de voetbalclub Manchester United.
In zijn tienerjaren kreeg hij zijn eerste echte rol in de televisieserie Hetty Wainthropp Investigates, waarin hij Geoffrey, het hulpje van Hetty, speelt. Dankzij deze serie kreeg hij een goede band met hoofdrolspeelster Patricia Routledge; Hyacinth Bucket uit de Engelse comedy Keeping Up Appearances (Schone Schijn). Na deze rol volgen rollen in andere series en films zoals Monseigneur Renard en Hostile waters. Hiernaast heeft Monaghan ook een liefde voor het toneelspel.
In The Lord of the Rings speelde Monaghan de hobbit Meriadoc Brandebok, een van de reisgenoten van de Ringdrager Frodo Balings. Na deze rol heeft hij in films als The Purifiers, Spivs en An Insomniac's Nightmare hoofdrollen gekregen.
Hij speelt tevens in de televisieserie Lost. Deze reeks van de makers van Alias gaat over een groep mensen die een vliegtuigongeluk hebben overleefd en op een eiland terecht zijn gekomen. Monaghan speelt het drugsverslaafde lid Charlie, die een vriendschap sluit met de zwangere Claire. Aan zijn rol in Lost heeft hij een relatie overgehouden met actrice Evangeline Lilly, in de serie beter bekend als Kate Austen. Die relatie eindigde in 2008.
In 2010 heeft Monaghan een rol in de videoclip van Rihanna en Eminem op zich genomen.

## Filmografie

### Films
- 1997 - Hostile Waters als Sasha
- 2001 - The Lord of the Rings: The Fellowship of the Ring als Merry Brandybuck
- 2002 - The Lord of the Rings: The Two Towers als Merry Brandybuck
- 2003 - An Insomniac's Nightmare als Jack
- 2003 - The Lord of the Rings: The Return of the King als Merry Brandybuck
- 2004 - Spivs als Goat
- 2004 - The Purifiers als Solomon
- 2005 - Ringers: Lord of the Fans als Verteller
- 2005 - Shooting Livien als Owen
- 2008 - I Sell the Dead als Arthur Blake
- 2009 - X-Men Origins: Wolverine als Chris Bradley / Bolt
- 2011 - Detention als Leadzanger van de Drunges
- 2011 - The Day als Rick
- 2012 - The Millionaire Tour als Casper
- 2012 - Soldiers of Fortune als Tommy Sin
- 2014 - The Hobbit: The Battle of the Five Armies als Laketowner
- 2015 - Molly Moonand the Incredible Book of Hypnotism als Nockman
- 2016 - Pet als Seth
- 2017 - Deep Burial als Robinson
- 2017 - A Midsummer's Nightmare als Mike Puck
- 2018 - Mute als Oswald
- 2018 - Waterlily Jaguar als Bill
- 2019 - Radioflash als Chris
- 2019 - Star Wars: Episode IX: The Rise of Skywalker als Beaumont Kin

### Televisieseries
- 1996-1998 - Hetty Wainthrop Investigates als Geoffrey Shawcross (27 afl.)
- 2000 - This Is Peronal: The Hunt for the Yorkshire Ripper (2 afl.)
- 2000 - Monsignor Renard als Etienne Rollinger (3 afl.)
- 2004-2010 - Lost als Charlie (74 afl.)
- 2009 - Chuck als Tyler Martin (1 afl.)
- 2009-2010 FlashForward als Dr. Simon Campos (18 afl.)
- 2011 - Goodnight Burbank als Paul Lynch (7 afl.)
- 2012 - The Unknown als Mark Nickel (6 afl.)
- 2012 - Childrens Hospital als Oren Maestro (1 afl.)
- 2015 - 100 Code als Tommy Conley (12 afl.)
- 2016 - Quantum Break als William Joyce (4 afl.)
- 2017 - Sofia the First als Fig (1 afl.)
- 2018 - Bite Club als Stephen Langley (8 afl.)

### Radio
- 1999 - Stockport als Jason

### Theater
- The Resurrectionists als Harry
- Annie and Fanny from Bolton to Rome als Chuck

### Videoclip
- Rihanna & Eminem - "Love the way you lie" (2010)[1]

- Bibsys: 6017104
- Biblioteca Nacional de España: XX5538599
- Bibliothèque nationale de France: cb150646194 (data)
- Catàleg d'autoritats de noms i títols de Catalunya: 981058609091006706
- International Standard Name Identifier: 0000 0001 1448 0170
- Library of Congress Control Number: no2002085122
- MusicBrainz: a6176ce6-eb25-4419-86e9-67990be0d3c7
- Nationale Bibliotheek van Tsjechië: js20030220005
- Nationale Bibliotheek van Israël: 987007337059405171
- Nationale Bibliotheek van Polen: a0000002819171
- Nederlandse Thesaurus van Auteursnamen: 292594917
- Virtual International Authority File: 74140341
- WorldCat: E39PBJwht7jG9CfMpYWRXCgtKd